# Auguetbrücke
 (janvier 2025).
Si vous disposez d'ouvrages ou d'articles de référence ou si vous connaissez des sites web de qualité traitant du thème abordé ici, merci de compléter l'article en donnant les références utiles à sa vérifiabilité et en les liant à la section « Notes et références ».
En pratique : Quelles sources sont attendues ? Comment ajouter mes sources ?
L'Auguetbrücke est un pont couvert en bois dans le canton de Berne en Suisse. Il est situé entre les communes de Muri bei Bern et Belp.

## Histoire
Durant le XVIIIe siècle et jusqu'au début du XIXe siècle, quatre transbordeurs naviguaient sur l'Aar entre Berne et Thoune. L'augmentation du trafic marchandises issu des centres agricoles locaux au début du XIXe siècle a nécessité la construction d'un pont dans la région du Hunzigenau. Aussi, la construction du Hunzigenbrücke en bois fut entreprise au printemps 1835 et fut achevée durant l'été 1836.
Néanmoins, la construction de la route nationale no 6 dans la vallée de l'Aar permettant un accès à l'autoroute entre les districts de Konolfingen et Seftigen a vu une importante augmentation du trafic routier traversant l'Aar et le Hunzigenbrücke en bois atteint rapidement sa capacité limite. C'est pourquoi, 136 ans après avoir construit ce premier pont, un nouveau est construit en béton afin de supporter un trafic plus important. L'Hunzigenbrücke devient alors superflus.
Après plusieurs discussions et débats, le pont est déplacé au lieu-dit de l'Auguet. Il est alors renommé Auguetbrücke et, en 1974, est rendu accessible au public comme pont pour piétons et cyclistes.

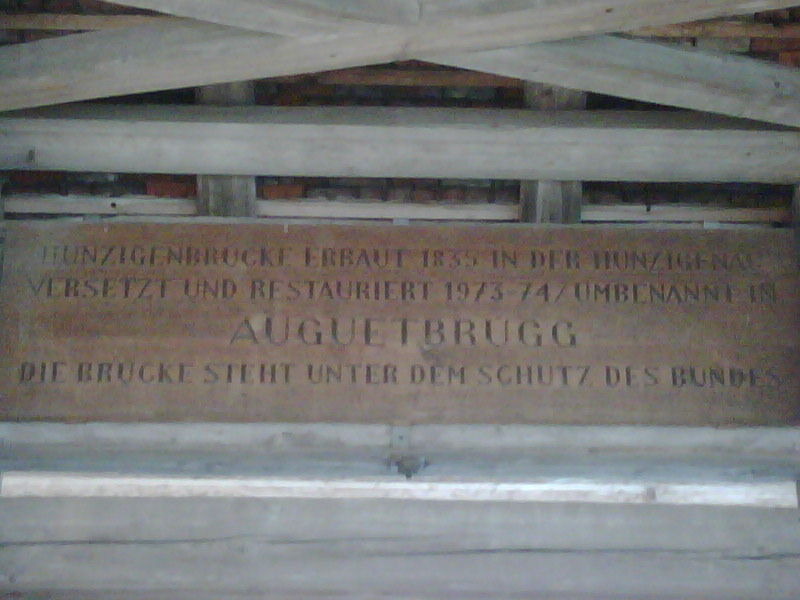
Plaque commémorative sur le pont.

Une plaque commémorative est apposée sur laquelle est écrite : « Hunzigenbrücke erbaut 1835 in der Hunzigenau. Versetzt und restauriert 1973-74 / Umbenannt in Auguetbrugg. Die Brücke steht unter dem Schutz des Bundes. » Ce qui signifie : « L'Hunzigenbrücke est construit en 1835 dans le Hunzigenau. Déplacé et restauré en 1973-1974 / renommé Auguetbrugg. Le pont est sous la protection de la Confédération suisse. »
Le pont est protégé et classé comme bien culturel d'importance régionale.

## Sources
- (de)/(en) Cet article est partiellement ou en totalité issu des articles intitulés en allemand « Auguetbrücke » (voir la liste des auteurs) et en anglais « Auguetbrücke » (voir la liste des auteurs).
- Auguetbrücke sur Structurae, consulté le 15 avril 2009.